# کلاب راکر
کلاب راکر (به انگلیسی: Club Rocker) تک‌آهنگی از هنرمند اهل رومانی اینا و فلو رایدا است که در سال ۲۰۱۱ میلادی منتشر شد.